# Тухикян, Нуник Месроповна
Нуник Месроповна Тухикян — советский хозяйственный и политический деятель.

## Биография
Родилась в 1910 году в селе Акнахдзор. Член КПСС.
Окончила Ереванский сельскохозяйственный институт.
В 1938—1945 гг. — мнс Ереванского института земледелия, инструктор сельскохозяйственного отдела, заместитель заведующего оргинструкторским отделом ЦК КП(б) Армении.
В 1945—1948 гг. — первый секретарь Иджеванского райкома КП(б) Армении.
В 1948—1950 гг. — заместитель министра коммунального хозяйства Армянской ССР.
В 1950—1978 гг. — министр коммунального хозяйства Армянской ССР.
Избиралась депутатом Верховного Совета СССР 2-го и 4-го созывов, Верховного Совета Армянской ССР 5-9-го созывов. Делегат XXII съезда КПСС.
Умерла в 1978 году в Ереване.

## Награды
- Орден Ленина
- Орден Трудового Красного Знамени (дважды)